# Scedella spatulata
Scedella spatulata är en tvåvingeart som beskrevs av Munro 1957. Scedella spatulata ingår i släktet Scedella och familjen borrflugor. Inga underarter finns listade i Catalogue of Life.